# Seznam přehradních nádrží v Rusku
Přehled přehradních nádrží (rusky водохранилище) v Rusku, seřazen podle rozlohy vodní plochy nádrže vytvořené přehradní hrází. Využívají se k zisku vodní energie, k vodní dopravě, zavlažování, zavodňování krajiny a zásobování vodou. Některé řeky (Volha, Angara) jsou prakticky přeměněny v kaskádu přehrad.

## Přehled přehrad
| Přehradní nádrž          | Světadíl | Rozloha (km²) | Řeka          |
| ------------------------ | -------- | ------------- | ------------- |
| Irkutská přehrada        | Asie     | 31 685        | Angara        |
| Hornosvirská přehrada    | Evropa   | 9 930         | Svir          |
| Samarská přehrada        | Evropa   | 6 450         | Volha         |
| Bratská přehrada         | Asie     | 5 470         | Angara        |
| Dolnokamská přehrada     | Evropa   | 5 400         | Kama          |
| Rybinská přehrada        | Evropa   | 4 580         | Volha         |
| Volgogradská přehrada    | Evropa   | 3 165         | Volha         |
| Cimljanská přehrada      | Evropa   | 2 702         | Don           |
| Zejská přehrada          | Asie     | 2 419         | Zeja          |
| Čeboksarská přehrada     | Evropa   | 2 270         | Volha         |
| Krasnojarská přehrada    | Asie     | 2 000         | Jenisej       |
| Saratovská přehrada      | Evropa   | 1 950         | Volha         |
| Kamská přehrada          | Evropa   | 1 915         | Kama          |
| Kumská přehrada          | Evropa   | 1 910         | Kuma          |
| Usť-Ilimská přehrada     | Asie     | 1 873         | Angara        |
| Usť-Chantajská přehrada  | Asie     | 1 561         | Chantajka     |
| Čerepovecká přehrada     | Evropa   | 1 670         | Šeksna        |
| Gorkovská přehrada       | Evropa   | 1 590         | Volha         |
| Vygozerská přehrada      | Evropa   | 1 250         | Vyg           |
| Viljujská přehrada       | Asie     | 1 200         | Viljuj        |
| Votkinská přehrada       | Evropa   | 1 120         | Kama          |
| Volchovská přehrada      | Evropa   | 1 120         | Volchov       |
| Novosibirská přehrada    | Asie     | 1 070         | Ob            |
| Imandranská přehrada     | Evropa   | 876           | Niva          |
| Proletarská přehrada     | Evropa   | 798           | Západní Manyč |
| Hornotulomská přehrada   | Evropa   | 745           | Tuloma        |
| Burejská přehrada        | Asie     | 740           | Bureja        |
| Sajano-Šušenská přehrada | Asie     | 621           | Jenisej       |
| Serebrjanská přehrada    | Evropa   | 556           | Voroňja       |
| Kolymská přehrada        | Asie     | 441           | Kolyma        |
| Krasnodarská přehrada    | Asie     | 400           | Kubáň         |
| Volžská přehrada         | Evropa   | 327           | Volha         |
| Jovská přehrada          | Evropa   | 294           | Jova          |
| Iriklinská přehrada      | Evropa   | 260           | Ural          |
| Ugličská přehrada        | Evropa   | 249           | Volha         |
| Veselovská přehrada      | Evropa   | 238           | Západní Manyč |
| Pirengská přehrada       | Evropa   | 227           | Pirenga       |
| Narvská přehrada         | Evropa   | 191           | Narva         |
| Hornovolžská přehrada    | Evropa   | 183           | Volha         |
| Pavlovská přehrada       | Evropa   | 120           | Ufa           |
| Vyšněvolocká přehrada    | Evropa   | 108           | Cna a Šlina   |
| Argazinská přehrada      | Asie     | 102           | Miass         |